# The Neptunes
The Neptunes is een duo van Amerikaanse popmuziekproducenten bestaande uit Pharrell Williams en Chad Hugo. Sinds het einde van de jaren negentig hebben zij vele top 40-hits gecomponeerd. Hun grootste verdienste is dat zij de eerste producenten sinds Phil Spector zijn die in hun muziek prominenter aanwezig zijn dan de artiesten die ze uitvoeren. 
Williams en Hugo kennen elkaar van hun middelbare school, waar ze in een bandje speelden en daar ook voor componeerden. Daar werden ze ontdekt door de R&B-producer Teddy Riley, die ze voor hem wat produceerwerk laat verrichten. Deze functie gebruikten The Neptunes als opstapje naar het zelfstandige produceerwerk. In 1999 kwamen de eerste grote door hen geproduceerde hits, op een album van Ol' Dirty Bastard (ODB). Ook ontdekten ze de New Yorkse R&B-zangeres Kelis.
In 2001 produceerden ze zelfs voor Britney Spears, die met songs als I'm a Slave 4 U (geproduceerd door The Neptunes), Me Against the Music en Toxic veel meer waardering van de popcritici krijgt dan met haar eerdere hits geschreven door Max Martin. Ook achter de sologang van Justin Timberlake zitten The Neptunes, die de meeste van zijn hits schreven. Naast deze pure mainstream-popmuziek produceren ze ook nog alternatieve(re) muziek, waaronder muziek van hun eigen formatie N*E*R*D. Dit alles levert hun in brede kringen grote waardering op.
The Neptunes komen uit de hoek van de R&B, en dit is in al hun muziek terug te vinden. Maar ook de invloed van rockmuziek is vaak duidelijk aanwezig in hun producties. Met name op het eerste album van N*E*R*D is dit duidelijk terug te horen. Door deze diverse invloeden zijn hun rapsongs muzikaler en minder kaal dan de hardcore-hiphop, en hun mainstream-muziek krijgt een onmiskenbaar "zwart" karakter, dat vaak door critici als funky omschreven wordt. Songs van diverse artiesten die van hun werk gebruikmaken zijn verzameld op de cd The Neptunes present: clones.